# Sfântul Cristofor

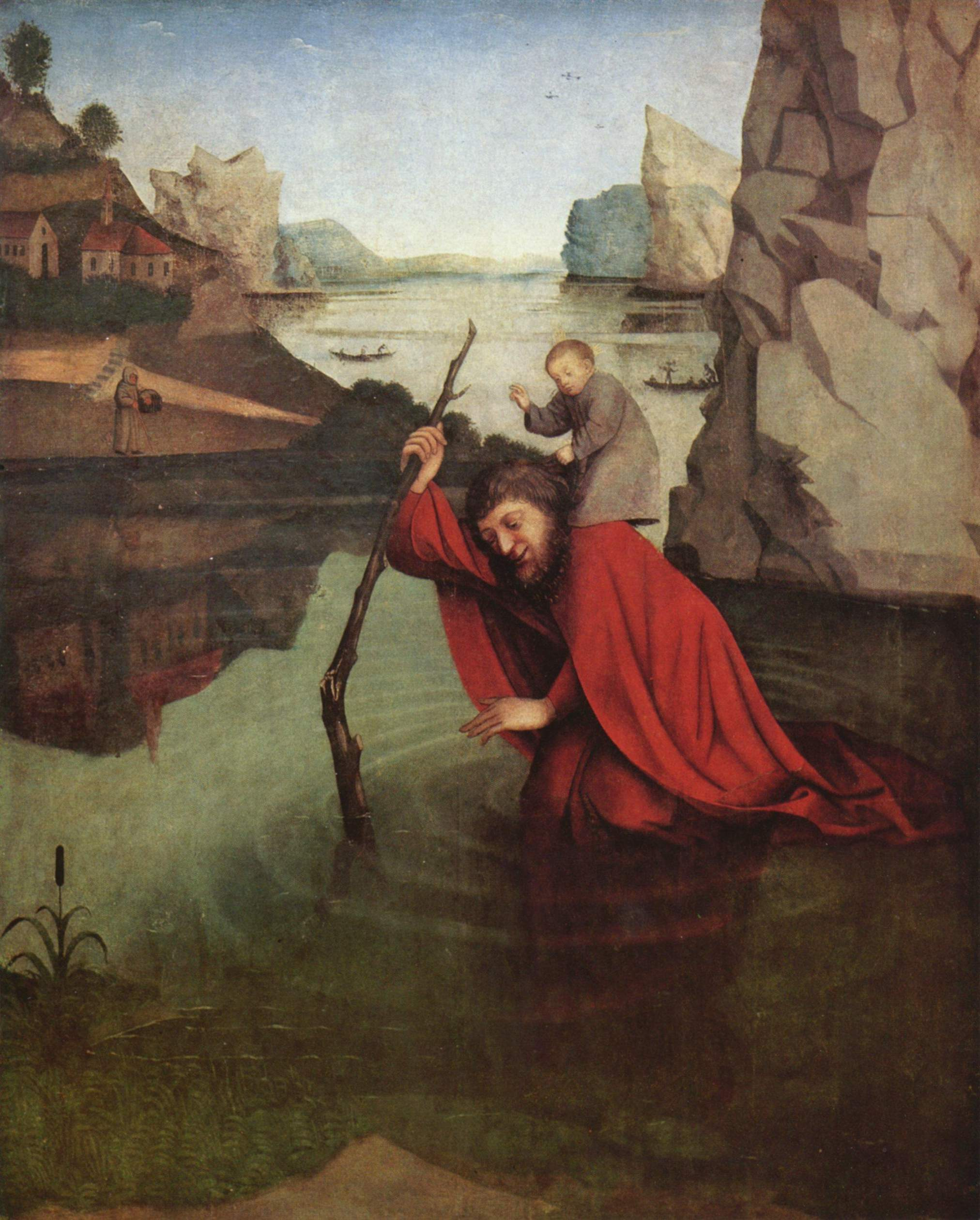
Tabloul cu Sf.Cristofor purtând pe copilul Isus, de Konrad Witz (1435, Kunstmuseum Basel)

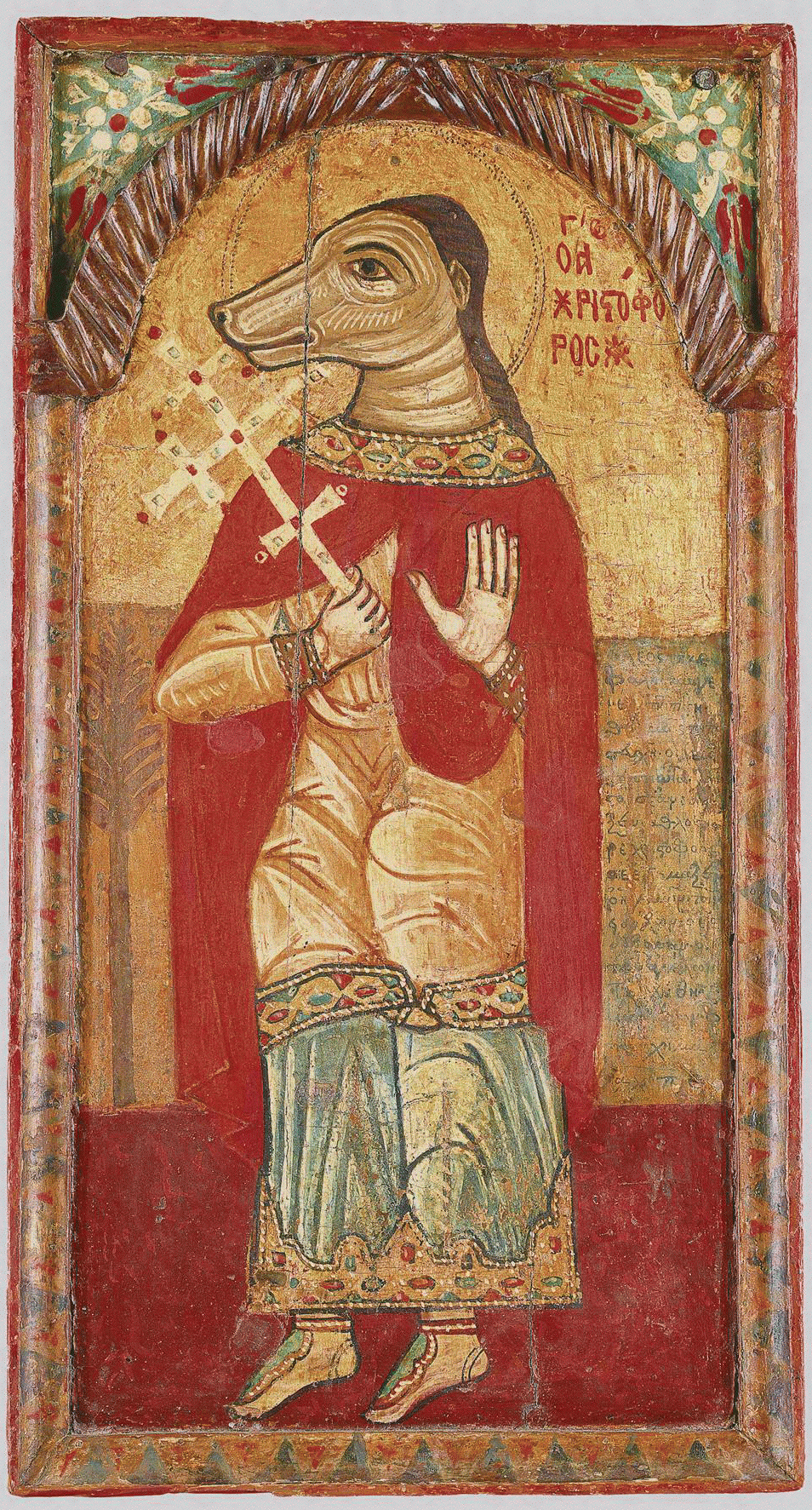
În mai multe icoane ortodoxe Sfântul Cristofor este prezentat cu cap de câine (Chinocefalie)

Sfântul Cristofor (din greacă Χριστόφορος, transliterat: Christophoros, „purtător de Christos”) (n. secolul al III-lea d.Hr., Canaan – d. 251 d.Hr., Anatolia, Imperiul Roman) este sărbătorit în Biserica Greacă pe 9 mai și în Biserica Latină pe 25 iulie. În spațiul de limbă germană este sărbătorit pe 24 iulie.

## Legenda
Conform legendei celei mai populare, Sfântul Cristofor a ajutat un copil să treacă un râu, după care copilul s-a prezentat ca fiind Isus din Nazaret, iar greutatea mare a explicat-o prin greutatea lumii pe care o poartă pe umerii săi.
Sfântul Cristofor este considerat protectorul șoferilor, drumeților și a tuturor călătorilor.